# Chrysoperla mediterranea
Chrysoperla mediterranea Hölzel, 1972, è un insetto dell'ordine dei Neurotteri (famiglia Chrysopidae) diffuso nel bacino del Mediterraneo.

## Descrizione
C. mediterranea somiglia molto a Chrysoperla carnea, da cui si differenzia per la forma delle ali leggermente più appuntita, e per il colore della livrea, di un verde più scuro rispetto a quello della congenere.
Nonostante le notevoli somiglianze le due specie hanno richiami di accoppiamento dissimili per cui individui di una specie non rispondono alle vibrazioni emesse dall'altra specie .

## Distribuzione e habitat
La specie è presente in Europa meridionale, in Nordafrica e in Medio Oriente. In Italia la sua presenza è limitata a Sardegna e Sicilia.
Predilige i boschi di conifere.